# Arçelik
Arçelik A.Ş. er en tyrkisk multinational elektronikkoncern med hovedkvarter i Istanbul. Den ejes af Koç Holding, Tyrkiets største industrikoncern. Virksomheden blev etableret i 1955.
Arçelik A.Ş. driver forretning i over 100 lande og de har 13 internationale datterselskaber og 15 fabrikker. I Tyrkiet har de over 4.500 afdelinger. Deres produkter sælges under 11 brands: Arçelik, Beko, Grundig, Dawlance, Altus, Blomberg, Arctic, Defy, Leisure, Arstil, Elektra Bregenz og Flavel.